# Bisdom Warschau-Praga

Bisdommen in Polen
36. Aartsbisdom Warschau
37. Bisdom Płock
38. Bisdom Warschau-Praga

Het bisdom Warschau-Praga (Latijn: Dioecesis Varsaviensis-Pragensis, Pools: Diecezja Warszawsko-Praska) is een in Polen gelegen rooms-katholiek bisdom met zetel in het Warschause stadsdeel Praga. Het bisdom behoort tot de kerkprovincie Warschau, en is samen met het bisdom Płock suffragaan aan het aartsbisdom Warschau.

## Geschiedenis
Bij de herstructurering van de Rooms-Katholieke Kerk in Polen in 1992, door de apostolische constitutie "Totus Tuus Poloniae populus" van paus Johannes Paulus II, werden delen van het grondgebied van het aartsbisdom Warschau en het bisdom Płock afgestaan waardoor het nieuwe bisdom Warschau-Praga ontstond.

## Bisschoppen
- 1992-2004 Kazimierz Romaniuk
- 2004-2008 Sławoj Leszek Głódź
- 2008-2017 Henryk Hoser
- sinds 2017 Romuald Kamiński

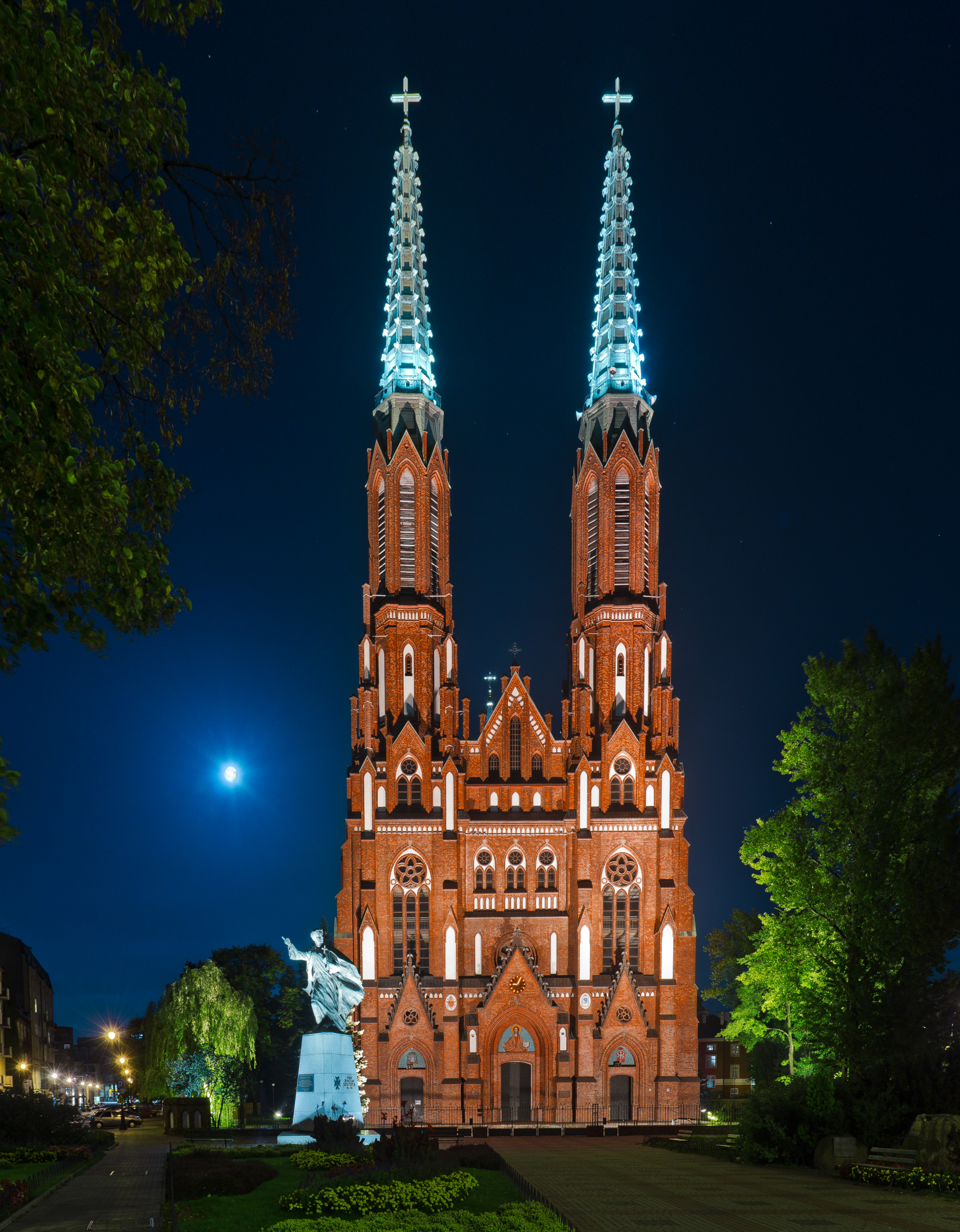
Kathedraal van Warschau-Praga
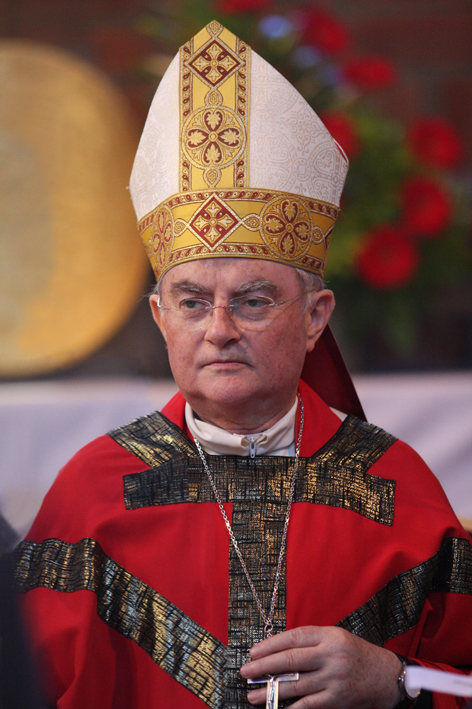
aartsbisschop Henryk Hoser SAC